# Dodonaea hackettiana
Dodonaea hackettiana är en kinesträdsväxtart som beskrevs av Fitzger.. Dodonaea hackettiana ingår i släktet Dodonaea och familjen kinesträdsväxter. Inga underarter finns listade i Catalogue of Life.